# Bert Wollants
Bert Wollants (Lier, 30 augustus 1979) is een Belgisch Vlaams-nationalistisch politicus voor N-VA.

## Levensloop
Bert Wollants studeerde in 2000 af als milieucoördinator in bedrijfsbeheer en milieu-administratie aan de Karel de Grote Hogeschool en ging van 2000 tot 2004 en opnieuw van 2008 tot 2009 als deskundige afvalstoffenbeheer aan de slag bij de Openbare Vlaamse Afvalstoffenmaatschappij (OVAM).
In 2003 sloot hij zich aan bij N-VA en van 2005 tot 2008 en van 2009 tot 2010 werkte hij als raadgever Milieu en Energie op het kabinet van Vlaams viceminister-president Geert Bourgeois. Ook was hij tot 2010 voorzitter van de N-VA-afdeling van het arrondissement Mechelen.
Sinds juni 2010 is Wollants lid van de Kamer van volksvertegenwoordigers voor de kieskring Antwerpen. Als eerste opvolger op de Antwerpse lijst nam hij de zetel van Kris Van Dijck in, die verzaakte aan zijn mandaat en in het Vlaams Parlement bleef zetelen. In 2014, 2019 en 2024 werd hij herkozen als volksvertegenwoordiger. Als parlementslid verdiepte hij zich in dossiers rond leefmilieu, energie, mobiliteit en luchtvaart. In 2015 kwam hij in opspraak omdat hij als voorzitter van de subcommissie Nucleaire Veiligheid in de Kamer voortijdig de vergadering verliet omdat er naar zijn mening te veel vragen gesteld werden door Jean-Marc Nollet (Ecolo) aan Jan Bens, hoofd van het Federaal Agentschap voor Nucleaire Controle.
Op lokaal politiek niveau was Wollants van 2006 tot 2012 OCMW-raadslid van Lier. In oktober 2012 werd hij er verkozen tot gemeenteraadslid en begin 2013 werd hij er schepen van Mobiliteit en Openbare Ruimte, vanaf 2019 eveneens bevoegd voor Duurzaam Beleid. Na de gemeenteraadsverkiezingen van oktober 2024 werd Wollants schepen van Openbare Werken, Financiën, Duurzaam Beleid en Stadsontwikkeling.